# Only Up!
Only Up! è un videogioco a piattaforme del 2023 prodotto e poi pubblicato da SCKR Games su Steam. Il gioco ha ricevuto un riscontro molto positivo data la sua difficoltà e la mancanza di punti di salvataggio, che lo rendono simile a un altro gioco del 2017 intitolato Getting Over It with Bennett Foddy, da cui prende ispirazione. Il gioco è stato però rimosso da Steam a seguito di una controversia riguardante l'utilizzo di materiale protetto da copyright.

## Modalità di gioco
Only Up! si svolge al disopra di un deposito di autovetture abbandonate situato in una favela, dove il protagonista, Jackie, ha come obiettivo raggiungere la luna arrampicandosi su una serie di oggetti, piattaforme e piccoli edifici impilati gli uni sopra gli altri o arrangiati per formare dei parkour. Il giocatore può alternare la visione in prima a quella in terza persona.
Al giocatore è permesso esplorare il deposito, composto di case decrepite e alcuni passanti con cui non può interagire.
Salito con una funicolare, il gioco ha inizio e Jackie dovrà correre, saltare e arrampicarsi senza cadere. Tra le strutture realistiche della mappa ci sono (fra le molte) una rete di tubature arrugginite, alcune meteore fluttuanti su cui vi è una stazione ferroviaria con le rotaie, petroliere, metropolitane, cantieri, autostrade e infine grattacieli volanti, gli elementi non seguono una logica precisa. Lungo la mappa sono anche presenti dei letti che permettono di fare dei balzi in alto e saltare parti della mappa.
A un certo punto Jackie arriva a una presunta schermata di vittoria, ma non è la vera fine del gioco, continuando infatti il giocatore arriverà in un giardino rinascimentale dove appaiono vari rimandi al Rinascimento italiano e al Cristianesimo come la Creazione di Adamo, la Cappella Sistina, l'Uomo Vitruviano, il Cristo Redentore o il Partenone.
Alla fine del gioco, non prima di aver attraversato una scuola, una serra, un labirinto, essere stato trasportato da una tartaruga su una statua di Atlante e poi da un veliero in una regione ghiacciata piena di case orientali, Jackie riesce finalmente ad arrivare nello spazio aperto, passando dal buco nero TON 618 alla Stazione Spaziale Internazionale. Lì, un astronauta gli consegna una nave spaziale, terminando il gioco.
Come il gioco ispiratore, durante il gameplay è presente una voce (quella di Jackie stesso) che impartisce pensieri filosofici e narra della sua storia tragica nelle favelas, una dura condanna verso la vita malandata di quelle zone, non vi sono inoltre checkpoint, quindi il giocatore è in grado di cadere e perdere ogni progresso.

## Sviluppo
Il titolo è stato interamente creato dal developer indipendente SCKR Games e pubblicato sulla piattaforma Steam il 24 maggio 2023. Il gioco si ispira al gioco di successo Getting Over It with Bennett Foddy ma il creatore ha anche confermato di essersi ispirato al racconto Jack e la pianta di fagioli (la pianta stessa compare nel gioco).
Un aggiornamento è stato fatto il 15 giugno 2023, che facilitava lo scambio tra la visione in prima e terza persona, ma venne principalmente criticato.

### Rimozione da Steam
Il platform ha ricevuto una serie di critiche per violazioni del copyright, il gioco infatti non solo contiene effetti sonori presi dai giochi Minecraft e Final Fantasy VII ma anche "Blanket in the Wind", un modello 3D di una ragazza che era protetto dai diritti d'autore. Il gioco è stato bloccato il 30 giugno ma ristabilito il 1º luglio, dopo un aggiornamento in cui il creatore ha sostituito tutti gli asset protetti.
Qualche mese dopo però, il 7 settembre 2023, il creatore stesso ha rimosso il gioco da Steam a causa dello stress e ha espresso il desiderio di prendersi una pausa.

### Promozione di NFT
Sulla maglietta del protagonista e su alcuni muri della mappa compaiono immagini della Gobintown NFT, linea di non-fungible token, i quali erano stati banditi da molto tempo su Steam.
La serie era stata però pubblicata sotto Licenza Creative Commons 0 dall'azienda madre Truth Labs che in seguito ha prodotto merchandising del gioco, quindi non si tratta tecnicamente di infrazione.

## Accoglienza
Only Up! ha ricevuto grande popolarità poco dopo la sua uscita, in particolare è stato il gioco più popolare sulla piattaforma streaming Twitch, dove gli streamer condividevano le loro clip dove davano di matto dopo un loro passo falso con successiva caduta fino all'inizio.
La maggior parte della critica ha lodato il gioco perché, in maniera analoga a Getting Over It, è un gioco frustrante dove conta anche il più infimo errore. Ayuo Kawase di Autamation Media ha dichiarato che il gioco "dava una intensa sensazione di tensione o adrenalina", mentre Ben Lyons di Gamereactor ha elogiato la mancanza di punti di salvataggio, che infatti rendeva i giocatori più concentrati.
Molti recensori hanno criticato però la grafica, che è stata giudicata scarsa, specialmente gli ostacoli. Alcuni, come i critici di Try Hard Guides hanno sostenuto che il gioco aveva un'ottimizzazione pessima ed era stato fatto di fretta.

### Premi
| Anno | Premio          | Categoria       | Risultato  |
| ---- | --------------- | --------------- | ---------- |
| 2023 | VTuber Awards   | Gioco dell'anno | Nomination |
| 2024 | Streamer Awards | Gioco dell'anno | Nomination |

### Only Up Fortnite
Si tratta di una ricostruzione del gioco fatta sul battle royale sparatutto Fortnite, che a un certo punto è diventata più popolare del gioco stesso, 8 volte il numero di giocatori originale già nel 2023, esistono poi altri giochi che si ispirano a Only Up!.